# Кыршабактинский надъярус
Кыршабактинский надъярус — надъярус верхнего отдела кембрийской системы. Назван по имени реки Кыршабакты в горах Малого Каратау (Казахстан), где сложен преимущественно плитчатыми известняками, содержащими богатую фауну миомерных и полимерных трилобитов. По состоянию на 2022 год не используется в стратиграфической шкале России.
Имеется много общих форм с Австралией, Китаем, Северной Америкой и Скандинавией, что облегчает межрегиональные сопоставления.